# Abel Rocha
Abel Luís Bernardo da Rocha  (São Paulo, 26 de outubro de 1961) é um regente de orquestra brasileiro.

## Biografia

### Formação acadêmica
Doutor em Música pela Universidade de Campinas (Unicamp). Em 1990, transferiu-se para a Alemanha onde, com bolsa de estudos da Fundação VITAE fez seu mestrado em Regência de Ópera junto à Opernschule da Robert-Schumann Musikhochschule, em Düßeldorf. Formou-se bacharel em composição e regência pelo Instituto de Artes da Unesp. Foi aluno de Hans Kast, Roberto Schnorrenberg e Eleazar de Carvalho.

### Atividades
Após seu retorno ao Brasil, foi responsável pela regência e direção musical das óperas "Il Combattimento de Tancredi e Clorinda",  "L'Orfeo", "Il Ballo delle Ingrate”, de Claudio Monteverdi, "Le Nozze de Figaro" e "A Flauta Mágica”, de Mozart "Il Barbieri di Seviglia" (Rossini),  "Carmen" (Bizet), “Alcina” (Haendel), "Il Campanello di Note" e "L'Elisir d'Amore" (Donizetti), “Gianni Schicchi”, "Madama Butterfly" e "La Boèhme" (Puccini), “La Voix Humaine" (Poulenc), "La serva e l'ussero" (Ricci); “I Pagliacci” (Leoncavallo), “Dido e Aeneas” (Purcell), "il Telefono" (Menotti).
Foi responsável pelas estreias das óperas: Anjo Negro" (João Guilherme Ripper), "A Tempestade", (Ronaldo Miranda), “Brasil outros 500” (Millor Fernandes e Toquinho); " O perigo da Arte" (Tim Rescala) ;  "A Revolução da Crianças" (Eduardo Seincman).
Em junho de 2008 foi responsável pela direção musical e regência da primeira produção brasileira de Pelleas et Melisande, de Debussy, no Palácio das Artes, em Belo Horizonte. E em outubro de 2009, dirigiu Erwartung, de Schoenberg no mesmo teatro.
Nos últimos anos esteve à frente das orquestras: Orquestra Sinfonica del Sodre e Teatro Solis (Uruguai); Orquestra Sinfônica Brasileira, Orquestra Sinfônica de Porto Alegre, Nova Orquestra Filarmônica de Minas Gerais, Sinfônica de Brasília, Camerata Antiqua de Curitiba, Orquestra Sinfônica do Estado de São Paulo, Sinfônica de Santos, Sinfônica de Ribeirão Preto, Sinfonia Cultura, Sinfônica Paulista, Orquestra Experimental de Repertório, Sinfônica Municipal de São Paulo, Orquestra Jazz Sinfônica, Orquestra Sinfônica do Paraná, Sinfônica de Londrina e Sinfônica da Bahia, Banda Sinfônica do Estado de São Paulo, Orquestra Sinfônica da Universidade de São Paulo (OSUSP) e Orquestra Sinfônica da Unicamp (OSU) e Orquestra de Câmara da Unesp.
Foi professor e regente em diversos festivais de música, como por exemplo de Campos do Jordão, Londrina, Maringá, Curitiba e Santa Catarina.
Como regente de balé regeu as estréias brasileiras de “Copélio, o Mago” —coreografia de Márcia Haydée— e "Viva Rossini", de Tindaro Silvano, frente à Orquestra Sinfônica do Paraná e Balé Teatro Guaíra. Em dezembro de 1998 regeu "Baile na Roça", com o Balé da Cidade de São Paulo e Sinfonia Cultura, com gravação para a TV Cultura. Frente à Banda Sinfônica do Estado de São Paulo e ao Cisne Negro, foi responsável pela estréia de Atmosferas, balé de André Mehmari, em 2006.
Produziu e apresentou a série “Madrigalia” para a Rádio Cultura, com gravações exclusivas para o programa apresentadas pelo “Collegium Musicum de São Paulo”, tendo já realizado diversos especiais para a Rádio e TV Cultura, como por exemplo o Vespro della Beata Vergine de Claudio Monteverdi, em 2000.
Atua também como diretor musical para teatro e shows, e seus últimos trabalhos foram a direção musical de: “Evangelho segundo Jesus Cristo”, “Mãe Coragem”, “Pantagruel”, “Sardanapalo”, “Brasil Outros 500” de Millor Fernandes, “Acordes Celestinos”, "Não escrevi isto", “A Cor de Rosa”, "HAIR" e o projeto “Happy happy Hour” do Parlapatões, no TBC. Trabalhou com os diretores Naum Alves de Souza, José Possi Neto, Roberto Lage, Iacov Hillel, Hugo Possolo, José Rubens Chachá, William Pereira, Jorge Fernando, Jorge Takla, dentre outros. Como regente e arranjador para música popular, regeu shows com Airto Moreira, Wagner Tiso, Egberto Gismonti, Zizi Possi, Naná Vasconcelos, Fortuna, Chitãozinho e Xororó, Alexandre Pires, Edson Cordeiro, Fabio Jr, e Toquinho.

## Premiações
Dentre os prêmios recebidos, destacam-se o de Melhor Regente Coral nos anos de 1987 e 1995 outorgados pela APCA - Associação Paulista de Críticos de Arte, o 1º lugar no "VIII Concurso Nacional de Corais do Rio de Janeiro -1982" e o 3º lugar no "I Concurso Nacional de Corais de São Paulo -1996".  Indicado paro o Prêmio Carlos Gomes nos anos de 1999 e 2001, na categoria Destaque Grupo Coral.
Recebeu o Grande Prêmio CONCERTO em 2012 pela temporada lírica do Theatro Municipal de São Paulo 

## Posições ocupadas
- Durante o ano de 2001 foi responsável pela coordenação e direção musical do projeto “Sinfonia — Concertos para jovens”, da Secretaria de Educação do Estado de São Paulo, série de 48 concertos da Sinfonia Cultura para a Rede pública de ensino.
- Foi diretor artístico do Theatro Municipal de São Paulo nas temporadas de 2011 e 2012[10][11]
- Regente do Coral Paulistano do  Theatro Municipal de São Paulo de 1987 a 1990 [12];
- Diretor Artístico e Regente Titular da Banda Sinfônica do Estado de São Paulo de 2004 a 2009[13][14] ;
- Diretor de vozes da Cia Brasileira de ópera (2010)[15];
- Regente do Collegium Musicum de São Paulo (1984 -2010)
- Professor de regência da UniFIAM/FAAM (1988-2010).
- Desde 2014 é regente titular da Orquestra Sinfônica de Santo André[16][17].